# Ipos
Ipos (također Ipes ili Ayperos) je, prema demonologiji, dvadeset i drugi duh Goecije s titulom princa i grofa, koji ima zapovjedništvo nad trideset i šest legija. Ima oblik anđela s lavljom glavom, guščjim stopalima i zečjim repom. Poznaje prošlost, sadašnjost i budućnost. Daje ljudima hrabrost i lukavstvo te ukazuje na skrivena blaga.